# باشگاه فوتبال اندرلشت
باشگاه فوتبال آر.سی. اس اندرلشت (به انگلیسی: R.S.C. Anderlecht) ، یک باشگاه حرفه‌ای فوتبال در لیگ برتر بلژیک است که در منطقه اندرلشت در بروکسل، پایتخت کشور بلژیک قرار دارد. این باشگاه در تاریخ ۲۷ مه ۱۹۰۸ تأسیس شده‌است. اندرلشت با ۵ عنوان قهرمانی، پر افتخارترین تیم بلژیکی در رقابت های اروپایی است؛ آن‌ها دو بار قهرمان جام برندگان جام اروپا، یک بار قهرمان جام یوفا و دو بار قهرمان سوپرجام اروپا شده اند. آن‌ها همچنین با ۳۴ بار قهرمانی در لیگ برتر بلژیک، پر افتخار ترین تیم این جام هستند. اندرلشت رکورد دار قهرمانی پیاپی در لیگ برتر بلژیک با پنج قهرمانی پیاپی در بین سال های ۱۹۶۳ تا ۱۹۶۷ است.
اندرلشت در سال ۱۹۰۸ تاسیس شد؛ آن‌ها نخستین بار در فصل ۲۲–۱۹۲۱ به بالاترین سطح فوتبال بلژیک راه یافتند و از فصل ۳۶–۱۹۳۵، به طور پیوسته در سطح اول فوتبال بلژیک به رقابت پرداخته‌اند. اندرلشت از سال ۶۵–۱۹۶۴ وارد رقابت های اروپایی شده‌است.
اندرلشت نخستین قهرمانی خود را پس از جنگ جهانی دوم و با قهرمانی در لیگ برتر بلژیک سال ۴۷–۱۹۴۶ به دست آورد. از آن پس، آن‌ها هرگز رتبه ای پایین‌تر از جایگاه ششم در لیگ برتر بلژیک کسب نکرده‌اند.
اندرلشت در جایگاه چهاردهم پر افتخارترین تیم های فاتح جام های اروپایی قرار دارد. آن‌ها هم‌چنین در جایگاه دهم برترین باشگاه های اروپایی قرن ۲۰ به انتخاب فدراسیون بین‌المللی تاریخ و آمار فوتبال قرار گرفته‌اند. در سال ۱۹۸۶، اندرلشت به طور مشترک با یوونتوس، در جایگاه نخست رده‌بندی یوفا قرار گرفت؛ این بهترین رتبه آن‌ها در رده‌بندی یوفا است.
اندرلشت ۹ بار فاتح جام حذفی بلژیک و ۱۳ بار قهرمان سوپرجام فوتبال بلژیک شده‌است. بازی های خانگی این تیم در ورزشگاه کنستانت واندن استوک(لوتو پارک) برگزار می‌شود. اندرلشت به همراه کلوب بروخه و استاندارد لیژ، یکی از سه قدرت اصلی فوتبال بلژیک است و رقابت شدیدی را با این دو تیم دارد.

## افتخارات

### داخلی
لیگ برتر فوتبال بلژیک, قهرمان: ۳۴
۴۷–۱۹۴۶, ۴۹–۱۹۴۸, ۵۰–۱۹۴۹, ۵۱–۱۹۵۰, ۵۴–۱۹۵۳,      ۵۵–۱۹۵۴, ۵۶–۱۹۵۵, ۵۹–۱۹۵۸, ۶۲–۱۹۶۱, ۶۴–۱۹۶۳,     ۶۵–۱۹۶۴, ۶۶–۱۹۶۵, ۶۷–۱۹۶۶, ۶۸–۱۹۶۷, ۷۲–۱۹۷۱,     ۷۴–۱۹۷۳,  ۸۱–۱۹۸۰, ۸۵–۱۹۸۴, ۸۶–۱۹۸۵, ۸۷–۱۹۸۶,     ۹۱–۱۹۹۰, ۹۳–۱۹۹۲, ۹۴–۱۹۹۳, ۹۵–۱۹۹۴, ۰۰–۱۹۹۹, ۰۱–۲۰۰۰, ۰۴–۲۰۰۳, ۰۶–۲۰۰۵ , ۰۷–۲۰۰۶, ۱۰–۲۰۰۹, ۱۲–۲۰۱۱, ۱۳–۲۰۱۲, ۱۴–۲۰۱۳, ۱۷–۲۰۱۶
لیگ دسته دو بلژیک, قهرمان: ۲
۲۴–۱۹۲۳, ۳۵–۱۹۳۴
جام حذفی فوتبال بلژیک, قهرمان: ۹
۶۵–۱۹۶۴, ۷۲–۱۹۷۱, ۷۳–۱۹۷۲, ۷۵–۱۹۷۴, ۷۶–۱۹۷۵,      ۸۸–۱۹۸۷, ۸۹–۱۹۸۸, ۹۴–۱۹۹۳, ۰۸–۲۰۰۷
سوپرجام فوتبال بلژیک, قهرمان: ۱۳
۱۹۸۵, ۱۹۸۷, ۱۹۹۳, ۱۹۹۵, ۲۰۰۰, ۲۰۰۱, ۲۰۰۶, ۲۰۰۷, ۲۰۱۰, ۲۰۱۲, ۲۰۱۳, ۲۰۱۴, ۲۰۱۷
جام اتحادیه فوتبال بلژیک, قهرمان: ۳
۱۹۷۳, ۱۹۷۴, ۲۰۰۰

### بین‌المللی
جام برندگان جام اروپا, قهرمان: ۲
۷۶–۱۹۷۵, ۷۸–۱۹۷۷
جام یوفا, قهرمان: ۱
۸۳–۱۹۸۲
سوپرجام اروپا, قهرمان: ۲
۱۹۷۶, ۱۹۷۸